# توابع خاص

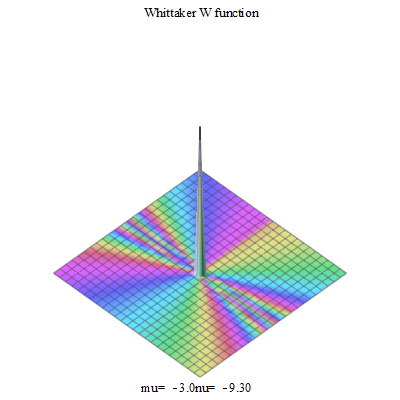
توابع خاص

توابع خاص (به انگلیسی: Special Functions) انواعی از توابع ریاضیاتی اند که نسبت به درجه اهمیتشان در آنالیز ریاضی، آنالیز تابعی، هندسه، فیزیک یا کاربردهای دیگر، نمادگذاری و نامگذاری کم و بیش نهادینه شده‌ای دارند.
اصطلاح «توابع خاص» به صورت توافقی تعریف شده‌است، و تعریف صوری دقیق و عمومی ندارد، اما فهرستی از توابع ریاضیاتی وجود دارد که شامل توابعی است که اغلب به عنوان توابع خاص از آن‌ها یاد می‌شود.